# Помилуй та вибач
«Помилуй та вибач» — радянський художній фільм-психологічна драма 1988 року, знятий режисером Олександром Муратовим на Кіностудії ім. О. Довженка.

## Сюжет
В основі сюжету — внутрішні пошуки шляхів самовираження художника, неспокійне життя якого обриває безглуздий випадок. Кінець 80-х років. Молодий художник, студент випускного курсу Юрій Дьяченко йде з інституту мистецтв, обстоюючи своє право на свободу творчості. Юрієві вдається влаштувати свою першу персональну виставку. Однак його картини виявляються незрозумілими для широкого глядача. Це стає однією з причин духовної кризи художника. Складно складаються відносини у героя з навколишнім світом.

## У ролях
- Сергій Тарамаєв — Юрій Дяченко, художник
- Станіслав Станкевич — Павло Андрійович Дяченко, академік, батько Юрія
- Тетяна Ташкова — Женя, дружина Павла Андрійовича, мачуха Юрія
- Юрій Лазаренко — Санечка, молодший брат Юрія
- Галина Струтинська — Люся, дружина Василя
- Маргарита Сергеєчева — Таня, офіціантка
- Олександр Миронов — Борис, сусід та приятель Юрія
- Ганна Варпаховська — Ванда Станіславівна, мати Люсі
- Олександр Денисенко — Василь, чоловік Люсі, кандидат наук, працює у КБ
- Тарас Денисенко — Васечка, брат Юлі
- Любов Заболоцька — Діночка
- Тетяна Агризкова — Юля, сестра Васечки
- С. Бабицька — епізод
- Ігор Безгін — епізод
- Агафія Болотова — епізод
- Володимир Волков — батько Юлі та Васечки
- Галина Черняк — пані Міля
- Ілля Волох — епізод
- В. Власов — епізод
- Альоша Герасимович — син Діночки
- Юрій Головін — епізод
- Неоніла Гнеповська — мати Юлі та Васечки
- В. Заєць — епізод
- Сергій Іушин — епізод
- Клавдія Отяковська — бабуся Люсі
- Є. Робертова — епізод
- Юрій Розанов — епізод
- Аліка Смєхова — подруга
- Людмила Сосюра — мати Діночки, дружина начальника
- І. Терентьєв — епізод
- Микола Шутько — директор Палацу культури

## Знімальна група
- Режисер-постановник і сценарист — Олександр Муратов
- Оператор-постановник — Ігор Мамай
- Композитор — В'ячеслав Назаров
- Художник-постановник — Оксана Тимонішина